# Ramadān Kheyl
Ramadān Kheyl (persiska: رمدان خيل) är en ort i Iran.   Den ligger i provinsen Mazandaran, i den norra delen av landet, 210 km öster om huvudstaden Teheran. Ramadān Kheyl ligger 757 meter över havet och antalet invånare är 115.
Terrängen runt Ramadān Kheyl är kuperad. Runt Ramadān Kheyl är det ganska tätbefolkat, med 108 invånare per kvadratkilometer. Närmaste större samhälle är Behshahr, 17,4 km norr om Ramadān Kheyl. I omgivningarna runt Ramadān Kheyl växer i huvudsak blandskog.